# Il cielo non ha preferenze
Il cielo non ha preferenze (Der Himmel kennt keine Günstlinge) è un romanzo di Erich Maria Remarque scritto nel 1961.
Il libro è stato tradotto in molte lingue, tra le quali: il norvegese, l'inglese, l'ebraico, il francese, il croato, il ceco, il portoghese, lo spagnolo, lo sloveno, l'olandese e l'italiano.

## Trama
Clerfayt, un corridore automobilistico, si reca in Svizzera a trovare un collega ricoverato in ospedale.
Qui incontra la giovane belga Lillian, affetta da una tubercolosi incurabile. I due si innamorano ed iniziano un viaggio per visitare luoghi che Lillian non ha mai visto.
Clerfayt vorrebbe sistemarsi con la donna, che però rifiuta. Tempo dopo l'uomo muore in seguito alle ferite riportate in un incidente. Lillian torna in Svizzera e dopo sei settimane muore.

## Opere derivate
Nel 1977 è stato tratto dal romanzo il film Un attimo, una vita (Bobby Deerfield), diretto da Sydney Pollack, con Al Pacino e Marthe Keller.

## Edizioni
- (DE)  Der Himmel kennt keine Günstlinge, Köln; Berlin, Kiepenheuer & Witsch, 1961.

in italiano
- Erich Maria Remarque,  Il cielo non ha preferenze, traduzione di Ervino Pocar, Milano, A. Mondadori, 1963.
- Erich Maria Remarque, Il cielo non ha preferenze, traduzione di Ervino Pocar; introduzione di Arrigo Bongiorno, Milano: A. Mondadori, 1974